# مرد دیوانه
مد من (مرد دیوانه) (به انگلیسی: Madman) ابرقهرمان کمیک استریپ است که توسط مایک آلرد (Mike Allred) خلق شده است.
نام مد من هنگام تولد زین تاونزند (Zane Townsend) بود که بعدها فرانک انیشتین (Frank Einstein) شد که این نام بر گرفته از دو اسم فرانک سیناترا و آلبرت انیشتین است که به تقلید از شخصیت فرانکشتاین برای او انتخاب شد. برای اولین بار در اکتبر ۱۹۹۰ در کمیک Creatures of the Id ظاهر شد و در حال حاضر توسط ایمیج کامیکس منتشر می‌شود.

## گذشته
فرانک در یک تصادف اتومبیل کشته می‌شود ولی توسط دو دانشمند به نام‌های دکتر بویفاردو دکتر فلم به زندگی بازگردانده می‌شود. این بازگشت دوباره به زندگی برای فرانک قدرت‌هایی را نیر به همراه آورد. قدرت‌هایی فرا تر از انسان و این دنیای مادی. بعد از بازگشت به زندگی او هیچ چیز از گذشته خود را به یاد نمی‌اورد و در مورد مرگش هم مشکلاتی داشت. لباس مد من بر پایه تنها خاطره‌ای که از گذشته خود به یاد می‌آورد ساخته شده بود.
دکتر بویفارد تلاش می‌کند که قدرت ذهنی و مفز فرانک را افزایش دهد ولی در این راه دچار مشکلاتی نیز می‌شود.
مد من در زندگی دوباره خود متحدان و همین طور دشمنانی پیدا می‌کند. بعضی از متحدان و هم قطاران او دارای قدرت‌هایی همانند او هستند.